# Je m'appelle Garance
Pour plus de détails, voir Fiche technique et Distribution.
Je m'appelle Garance est un film français réalisé par Jean-Patrick Lebel et sorti en 2010.

## Fiche technique
- Titre : Je m'appelle Garance
- Réalisation : Jean-Patrick Lebel
- Scénario : Jean-Patrick Lebel
- Photographie : Jean-Patrick Lebel
- Son : Jean-Patrick Lebel
- Montage : Christiane Lack
- Production : Bellac Films
- Pays de  production :  France
- Durée : 82 minutes
- Date de sortie : France - 21 mars 2010[1]

## Sélection
- Cinéma du réel 2010 (« Panorama français »)[2]